# Miconazol
Miconazol ist ein Arzneistoff aus der Gruppe der Imidazole, der in der Behandlung von Pilzerkrankungen (Mykosen) eingesetzt wird.
Das Isomer des Miconazols, Isoconazol, ist ebenfalls ein fungistatisch wirkender Stoff.

## Klinische Angaben

### Anwendungsgebiete (Indikationen)
Miconazol wird als Antimykotikum zur Behandlung von Pilzbefall der Haut (einschließlich Hautfalten) sowie der Schleimhäute eingesetzt. Es ist gegen praktisch alle Hautpilze beim Menschen wirksam sowie gegen Trichomonaden und einige grampositive Bakterien wie Staphylokokken und Streptokokken. Gramnegative Bakterien werden nicht beeinflusst.

### Art und Dauer der Anwendung
Die Anwendung erfolgt über wenigstens 14 Tage, gegebenenfalls bis sich aus Hautproben keine Pilze mehr anzüchten lassen.

### Wechselwirkungen mit anderen Medikamenten
Da die Substanz praktisch nicht durch die Haut resorbiert wird, können Wechselwirkungen nur mit anderen lokal aufgetragenen Medikamenten auftreten (Verdünnung usw.). Bei vaginaler Anwendung kann die Wirkung von oralen Antikoagulantien verstärkt werden.

### Anwendung während Schwangerschaft und Stillzeit
Die vaginale Anwendung im ersten Trimenon kann die Abortrate erhöhen und ist daher relativ kontraindiziert. Die orale Anwendung in der Schwangerschaft ist wegen der fast fehlenden Aufnahme in den Körper möglich. In der Stillzeit sollte die Brust nicht behandelt werden.

### Unerwünschte Wirkungen (Nebenwirkungen)
Hauptsächlich können örtliche Reizungen der Haut oder Schleimhaut auftreten. Bei systemischer Aufnahme können Schädigungen der Leber auftreten. Unverträglichkeit oder Überdosierung können zu Durchfall oder Erbrechen führen. Bei lokaler Anwendung sind keine systemischen Nebenwirkungen bekannt. Miconazol und andere Azol-Präparate hemmen das Enzym Steroid-17α-Hydroxylase, was zu einer vorübergehenden Verminderung des Testosteron-Spiegels führen kann.

## Darreichungsformen
Die Anwendung von Miconazol erfolgt als Creme oder Lösung, ferner sind Lutsch- und Buccaltabletten sowie Vaginalzäpfchen verfügbar.

## Pharmakologische Eigenschaften

### Wirkungsmechanismus (Pharmakodynamik)
Miconazol hemmt Enzyme, darunter die Lanosterin-Demethylase, die für die Synthese des für den Aufbau der Zellmembran notwendigen Ergosterins benötigt werden. Dadurch wird die Durchlässigkeit der Zellmembran erhöht, so dass lebenswichtige Zellbestandteile austreten können. Darüber hinaus werden einige Stoffwechselfunktionen bei Pilzen behindert. Die mittlere inhibitorische Konzentration liegt bei 1–4 µg/ml.

### Aufnahme und Verteilung im Körper (Pharmakokinetik)
Miconazol wird überwiegend lokal auf Haut oder Schleimhaut angewendet. Dabei kommt es kaum zur Resorption.
Es gibt jedoch auch Mundgele (z. B. Daktar oder Micotar), die zu schlucken sind. Im Falle einer enteralen Aufnahme wird die Substanz über Cytochrom-P450-Enzyme in der Leber verstoffwechselt.

### Toxikologie
Der Inhalt handelsüblicher Cremes und Lösungen ist beim Erwachsenen kaum ausreichend, Vergiftungen hervorzurufen. Bei Aufnahme großer Mengen kann es zu Leberschädigung kommen.

## Stereoisomerie
Miconazol enthält ein Stereozentrum, ist also chiral. Es gibt somit zwei Enantiomere, (R)- und (S)-1-{2-(2,4-Dichlorphenyl)-2-[(2,4-dichlorbenzyl)oxy]phenylethyl}imidazol. Der Arzneistoff Miconazol wird als Racemat [1:1-Gemisch der (R)-Form und der (S)-Form] eingesetzt. Hiervon ist die (R)-Form wirksamer als die (S)-Form.

## Geschichte
Miconazol wurde 1970 von der Firma Janssen patentiert und 1971 auf den Markt gebracht. Es war das erste systemisch anwendbare Imidazolderivat und somit das erste gegen tiefe Mykosen wirksame Azol-Präparat.

## Handelsnamen
Monopräparate
Castellani-Lösung mit Miconazol (D), Daktar (D), Daktarin (A, CH), Gyno-Mykotral (D), Infectosoor Mundgel (D), Loramyc (D), Micotar (D), Mykoderm (D),  Sebolox (CH), Vobamyk (D), diverse (weitere) Generika
Kombinationspräparate
- mit Benzoylperoxid: Acne Plus (D, CH)
- mit Hydrocortison: Daktacort (B, SE, UK)
- mit Flupredniden-21-acetat: Decoderm bivalent (CH), Decoderm tri (D), Vobaderm (D)
- mit Prednisolon und Polymyxin B: Surolan (vet.) (D)
- mit Zinkoxid: Infectosoor Zinksalbe (D), Micotar ZP (D)